# Cyrus Christie
Cyrus Sylvester Frederick Christie, född 30 september 1992, är en irländsk fotbollsspelare som spelar för Swansea City.

## Klubbkarriär
Den 31 januari 2018 värvades Christie av Fulham, där han skrev på ett 3,5-årskontrakt med option på ytterligare ett år. Christie debuterade den 21 februari 2018 i en 1–1-match mot Bristol City.
Den 21 september 2020 lånades Christie ut till Championship-klubben Nottingham Forest på ett säsongslån. Den 13 januari 2022 lånades han ut till Swansea City på ett låneavtal över resten av säsongen 2021/2022. Den 26 augusti 2022 värvades Christie av Championship-klubben Hull City, där han skrev på ett tvåårskontrakt med option på ytterligare ett år.
Den 1 november 2024 skrev Christie på ett kontrakt över resten av säsongen 2024/2025 med Swansea City.